# Аустрокактус
Аустрокактус (лат. Austrocactus) — род растений семейства Кактусовые (Cactaceae), произрастающий на территории Аргентины и Чили.

## Название
Родовое латинское название Austrocactus происходит от лат. auster — «южный» и лат. cactus — «кактус».

## Описание
Представители рода достигают от 30 до 60 см в высоту и 8 см в диаметре. Ребра бугорчатые, от 6 до 12. Колючки радиальные, тонкие. Цветки крупные, воронковидные, со щетинковидными колючками. Плоды круглые, с черными или коричневыми семенами.

## Таксономия
Austrocactus Britton & Rose, первое упоминание в Cact. 3: 44 (1922).

### Виды
Подтверждённые виды по данным сайта Plants of the World Online на 2023 год:
- Austrocactus bertinii (J.F.Cels) Britton & Rose
- Austrocactus coxii (K.Schum.) Backeb.
- Austrocactus ferrarii R.Kiesling, E.Sarnes & N.Sarnes
- Austrocactus hibernus F.Ritter
- Austrocactus pauxillus E.Sarnes & N.Sarnes
- Austrocactus philippii (Regel & Schmidt) Buxb.
- Austrocactus praecox E.Sarnes & N.Sarnes
- Austrocactus spiniflorus (Phil.) F.Ritter
- Austrocactus subandinus E.Sarnes & N.Sarnes

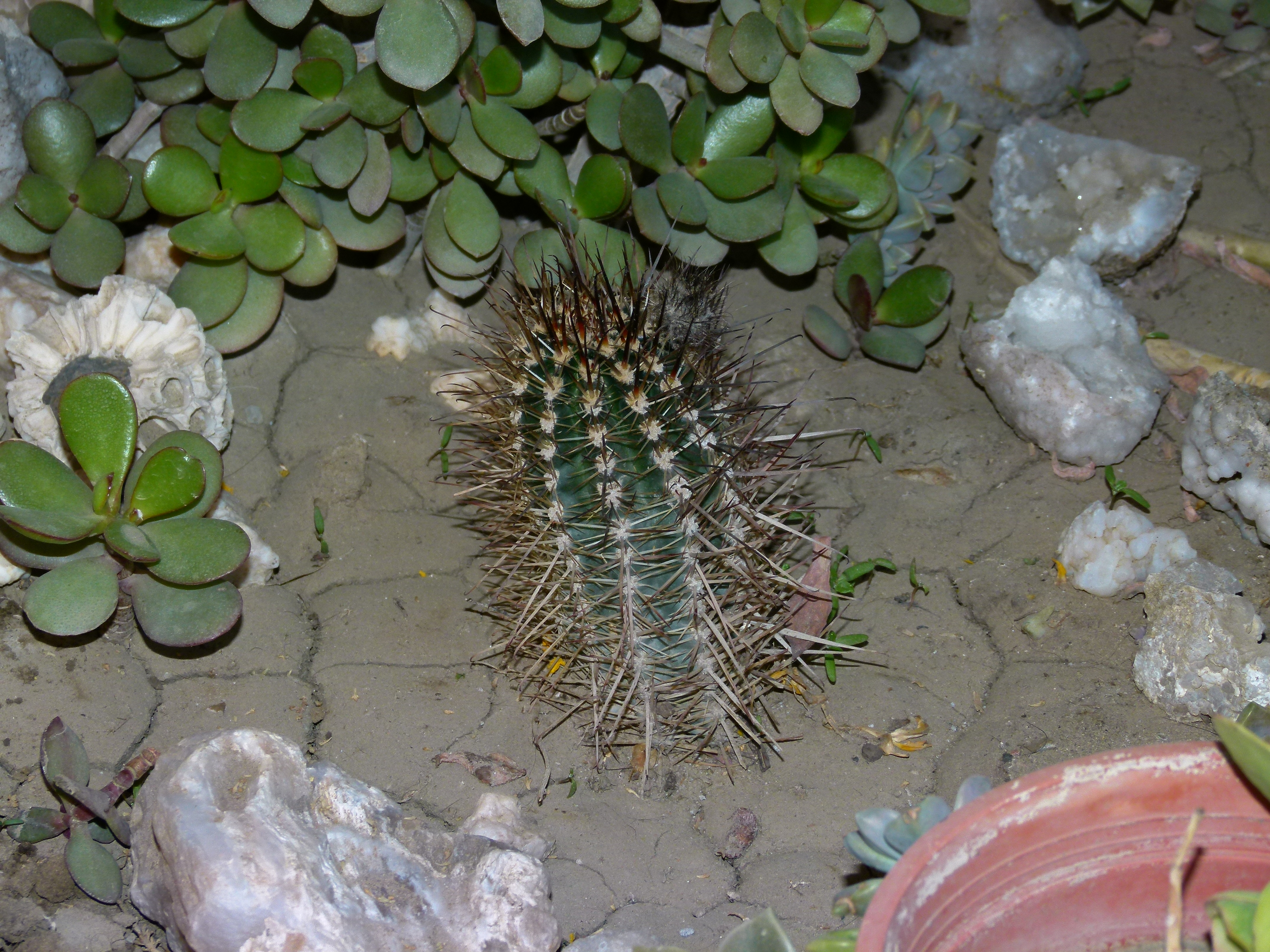
Austrocactus bertinii
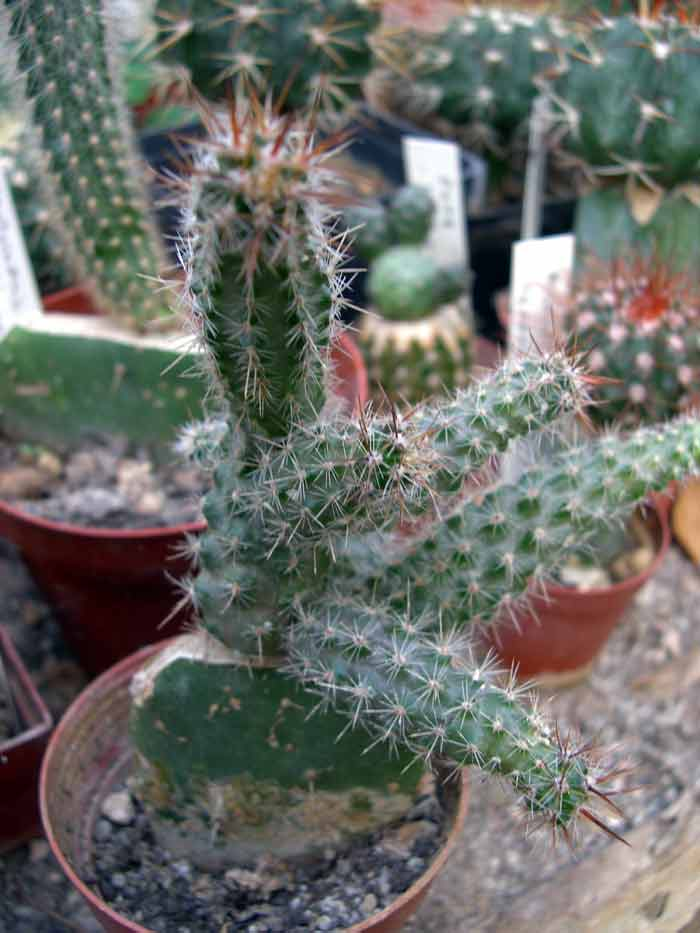
Austrocactus coxii
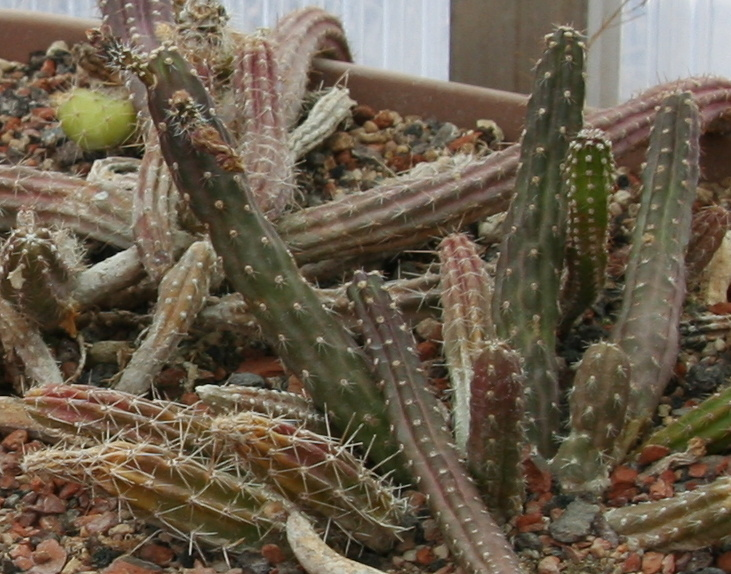
Austrocactus spiniflorus